# Karolingische bouwkunst

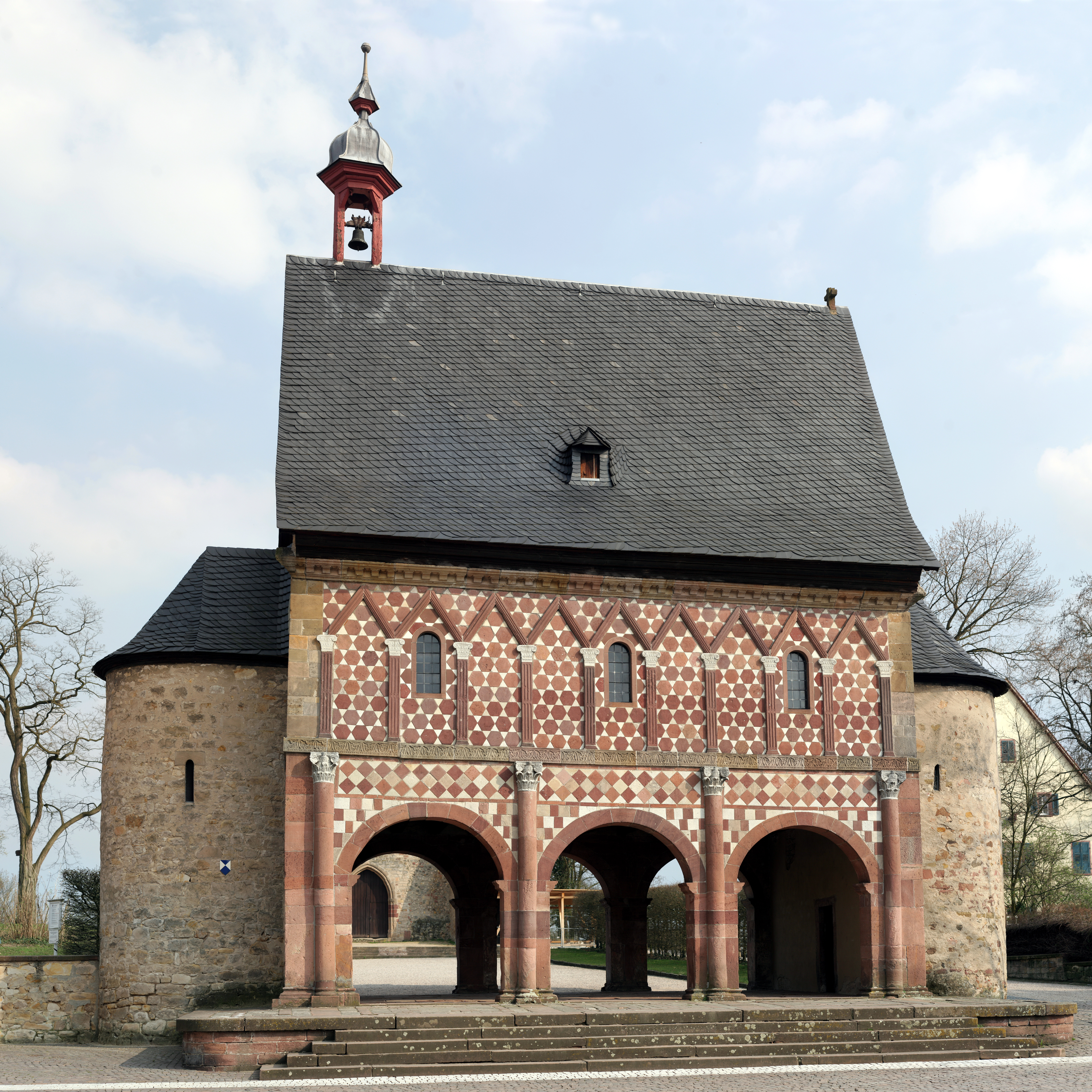
Poortgebouw van de Abdij van Lorsch

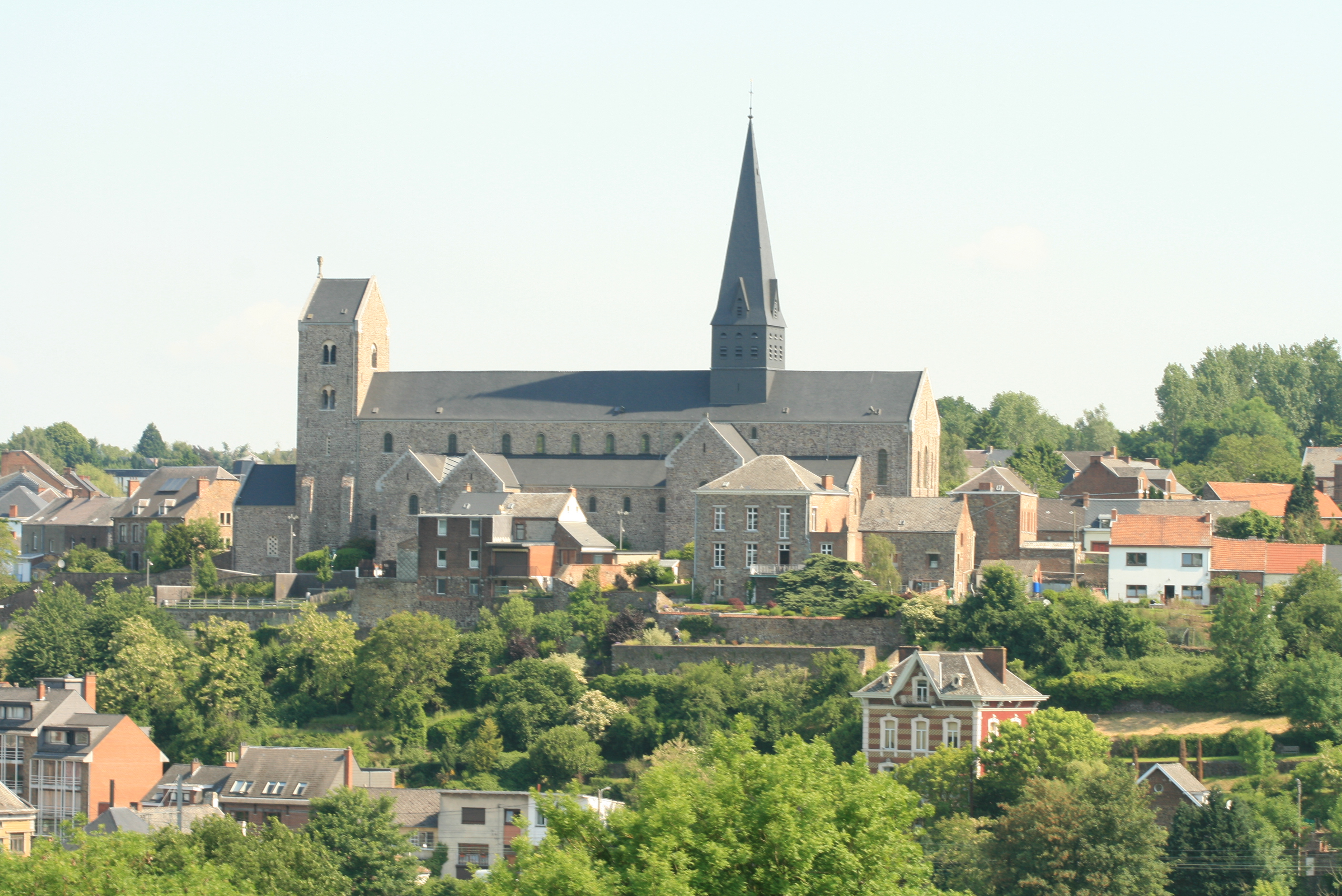
Sint-Ursmaruskerk in Lobbes

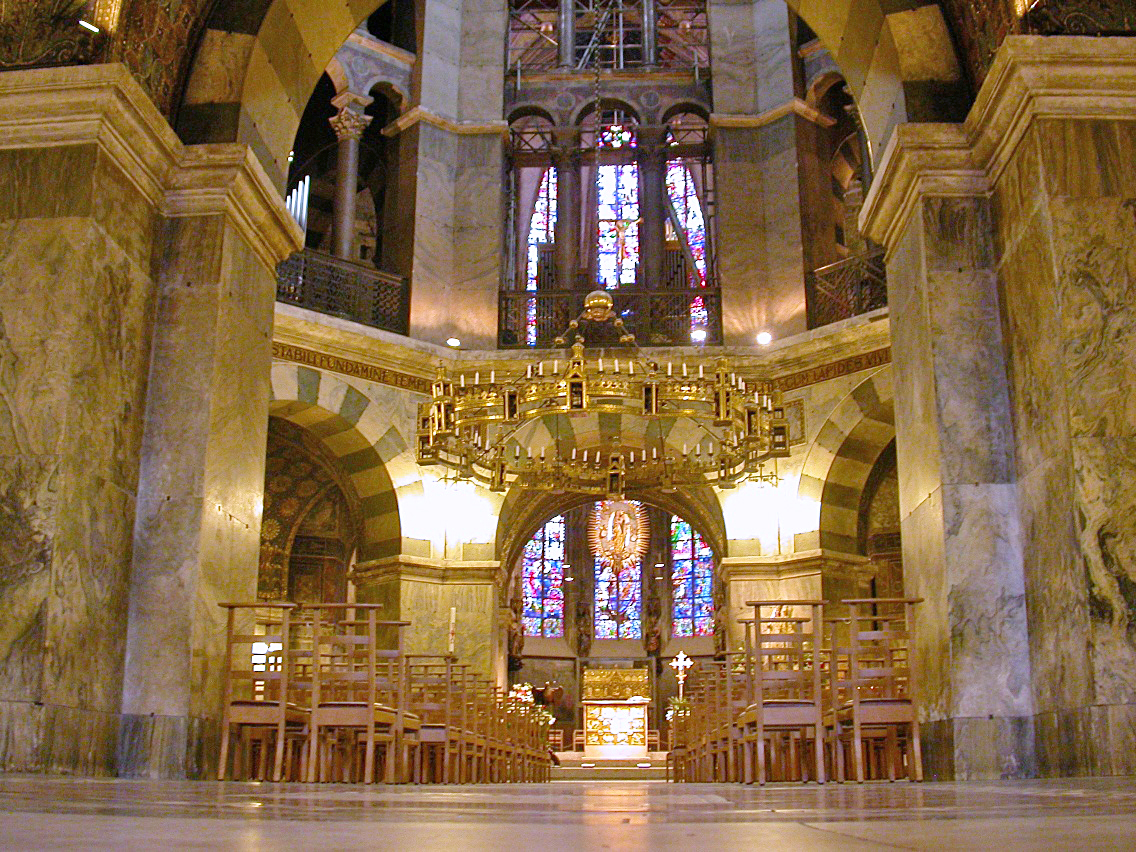
Interieur van de paltskapel in de Dom van Aken

Grondplan van de paltskapel in Aken

De Karolingische bouwkunst (of Karolingische architectuur) is de bouwkunst die behoort tot de periode van de Karolingische renaissance. De bouwstijl was dominant in Noord-Europa in de late 8e eeuw en de 9e eeuw, toen de Karolingen heersten in Europa. Het was een poging om de Romeinse architectuur na te doen en daarom haalde het veel inspiratie uit de vroegchristelijke bouwkunst en de Byzantijnse architectuur. De stijl werd in de 10e eeuw opgevolgd door de Ottoonse bouwkunst.

## Bouwkunst
Door de bestudering van het werk van Romeinse architecten en door de instroom van Visigotische en Byzantijnse kunstenaars verkregen de Karolingische bouwmeesters de kennis die nodig was om monumentale bouwwerken op te richten. Maar hun bouwwerken gingen verder dan alleen het kopiëren van bouwwerken uit de oudheid. Zo wilde Karel de Grote een imperium opbouwen, dat in zijn architectuur een afspiegeling was van de glorie van het rijk.
In de Karolingische periode werden vooral kerkelijke gebouwen opgericht, waarbij twee soorten bouwstijlen werden toegepast: de basilicabouw en de centraalbouw.

### Basilicabouw
Het architectonische plan van deze kerken is gebaseerd op de basilica uit de oudheid, met enige aanpassingen. De oorspronkelijk rechthoekige plattegrond van de basilica wordt aangevuld met een groot koor en een dwarsbeuk, en krijgt zo de vorm van een Latijns kruis, soms met een koepel en een gewelfd portaal. Kapitelen en friezen zijn vaak versierd met gebladerte en abstracte vlecht- en cirkelvormen.
De ramen werden uitgevonden rond het jaar 800. De Merovingers hadden de gewoonte om glas in hun kerken te plaatsen. Maar het was in de Karolingische architectuur dat voor het eerst gekleurd glas gebruikt werd. Het thema was altijd geïnspireerd op de bijbel en diende om het schip van de kerk te verlichten in overweldigende kleuren.
De enige bewaarde Karolingische abdijkerk in de Nederlanden is de St.-Ursmaruskerk van de Abdij van Lobbes (omstreeks 900 gebouwd).

### Centraalbouw
Karel de Grote koos Aken als hoofdplaats van zijn rijk. Daar liet hij zijn paleis (“palts” afgeleid van het Latijnse woord palatium) bouwen. Dit bevatte een centraal opgevatte slotkapel, naar het model van de Byzantijnse koepelkerk van San Vitale in Ravenna (Italië).
Het plan (zie afbeelding) was complex, omdat het bestaat uit een centrale achthoek van 16,54 meter in diameter omgeven door een zestienhoek. Tussen de buitenmuur en de centrale achthoek bevinden zich acht zeshoekige nissen. De overgang van het achthoekig centrum naar de zestiendelige buitenwand wordt gevormd door driehoekige gewelven. In het oosten bevond zich het rechthoekige koor, maar dat is later vervangen door het huidige gotische koor. De troon van Karel de Grote stond in het westelijk deel van de verdieping en was gericht naar het hoogaltaar.
De Sint-Donaaskerk in Brugge en de Heilig Kruiskerk in Luik waren oorspronkelijk als centraalbouw opgetrokken, maar werden later vervangen door een basilicabouw.

## Voorbeelden
| Naam              | Plaats                       | Soort gebouw | Bouwperiode |
| ----------------- | ---------------------------- | ------------ | ----------- |
| Paltskapel        | Aken, Duitsland              | Kapel        | 792 -805    |
| Abdij van Lorsch  | Lorsch, Duitsland            | Poortgebouw  | circa 800   |
| Kerk van Germigny | Germigny-des-Prés, Frankrijk | Kerkgebouw   | 806         |
| Michaelskirche    | Fulda, Duitsland             | Kerkgebouw   | 820 - 822   |
| Abdij van Corvey  | Nabij Höxter, Duitsland      | Abdij        | 822         |